# Cédric Hountondji
Cédric Hountondji (* 19. Januar 1994 in Toulouse) ist ein beninisch-französischer Fußballspieler, der aktuell beim SCO Angers in der Ligue 1 spielt.

## Karriere

### Verein
Hountondji begann seine fußballerische Laufbahn 2000 beim FCM Ingré, wo er sechs Jahre spielte. Anschließend wechselte er zur US Orléans. Ein Jahr später verpflichtete ihn LB Châteauroux. Im Jahr 2009 wechselte er in die Jugendabteilung von Stade Rennes. Dort spielte er von 2011 bis 2014 zunächst für die Zweitmannschaft in der National 2 und 3. Sein Debüt für das Profiteam gab er am 17. August 2013 (2. Spieltag) bei einer 1:2-Niederlage gegen den OGC Nizza, als er die komplette Partie auf dem Platz stand. Am 2. Februar 2014 (23. Spieltag) gelang ihm bei einem 2:0-Sieg gegen Olympique Lyon das 1:0-Führungstor und somit sein erster Treffer für den Verein in der Ligue 1. Bei Rennes konnte er sich jedoch nicht durchsetzen und kam in der Saison 2013/14 nur zu 18 Ligaspielen und einem Tor.
Daraufhin wurde er für die gesamte Folgesaison an den Zweitligisten LB Châteauroux verliehen. Kurz nach seiner Ankunft debütierte er im fünften Ligaspiel der Saison bei einem 0:0-Unentschieden gegen seinen ehemaligen Jugendverein US Orléans über 90 Minuten. Bei Châteauroux war er während seiner gesamten Leihe Stammkraft in der Innenverteidigung und kam zu 30 Ligaeinsätzen. Auch nach seiner Rückkehr zu Rennes konnte er sich nicht durchsetzen und so wurde er erneut in die Ligue 2 verliehen zu AJ Auxerre. Dort gab er sein Debüt am 11. September 2015 (6. Spieltag), als er gegen den FC Évian spät im Spiel eingewechselt wurde. Fortan war er bei der Association Jeunesse Stammkraft und spielte 32 Ligaspiele und eines im Pokal.
Nach der Rückkehr verließ er den Verein endgültig und schloss sich dem GFC Ajaccio an. Sein Mannschaftsdebüt gab er am ersten Spieltag gegen Stade Brest, als er bei einem 0:0-Unentschieden über 90 Minuten spielte. Bei einem 4:4-Unentschieden gegen Clermont Foot am 30. Spieltag der Ligasaison 2016/17 schoss er durch die 1:0-Führung sein erstes Tor für den neuen Arbeitgeber. Die gesamte Saison schloss er mit 33 Ligaspielen und zwei Toren ab. In der darauf folgenden Saison verlor er seinen Stammplatz als Innenverteidiger und kam bis zur Winterpause nur zu zwei Einsätzen in der Ligue 2.
Daraufhin wechselte er zur Saison 2018 in die MLS zum New York City FC. Sein Debüt in den USA gab er am 1. April 2018 (5. Spieltag), als er kurz vor Spielende gegen die San José Earthquakes ins Spiel kam. Unter anderem wegen einer langen Muskelverletzung kam er in der Saison nur zu diesem einen Einsatz.
Anfang des Jahres 2019 wechselte er somit nach Bulgarien zu Lewski Sofia. Am 16. März (26. Spieltag) wurde er in der Hauptrunde der Parwa liga spät eingewechselt und kam somit zu seinem ersten Einsatz in Bulgarien. Insgesamt spielte er in jener Saison siebenmal für den Verein aus Bulgariens Hauptstadt.
Nachdem er auch dort nicht zum Zug gekommen war, kehrte er nach Frankreich zurück und unterschrieb bei Clermont Foot in der Ligue 2. Direkt am ersten Spieltag spielte er für Clermont das erste Mal über 90 Minuten gegen seinen Exverein LB Châteauroux. Bis zum Ligaabbruch nach 28 Spieltagen spielte Hountondji 21 Mal und war somit ein gesetzter Innenverteidiger. Sein erstes Tor für den Klub erzielte er bei einem 3:0-Heimsieg gegen Grenoble Foot. Auch 2020/21 war er gesetzt und kam in der Aufstiegssaison zu 37 von 38 möglichen Einsätzen. Sein Debüt in der ersten Liga gab er für den Klub direkt im ersten Spiel gegen Girondins Bordeaux, als man 2:0 auswärts gewann.
Im Juli 2022 wechselte der Beniner zum SCO Angers.

### Nationalmannschaft
Hountondji spielte zunächst für diverse französische Juniorennationalmannschaft bis zum U21-Team. Anfang 2017 entschied er sich jedoch für die A-Nationalmannschaft Benins. Sein erstes Spiel im Nationaltrikot machte er am 11. Juni 2017 in einem Qualifikationsspiel zum Afrika-Cup 2019 gegen Gambia.

## Familie
Sein Vater kommt aus Abomey in Benin und ist Offizier der französischen Luftstreitkräfte. Deshalb zog die Familie, als Cédric drei war nach Guayana. Nach der Rückkehr wurde sein Vater Verantwortlicher einer Organisation, die sich für Jugendliche unter schwierigen Verhältnissen einsetzt.

## Erfolge
Clermont Foot
- Aufstieg in die Ligue 1: 2021